# 開環重合

開環重合（かいかんじゅうごう、英:Ring-opening polymerization）は環状化合物の環構造を解き、環の解かれた化合物の端同士が結合することで重合体とする反応である。合成繊維の6-ナイロンやナイロン-12はラクタムの開環重合により製造される。
開環重合は環状化合物の立体的なひずみをドライビングフォースとして進行するため、その原料となる環状化合物は三員環、四員環、および七員環以上であることが多く、立体的にひずみの小さい五員環および六員環化合物は重合しにくい傾向にある。

## 原料
原料となる環状化合物としては、ラクトン、ラクタムなどの環状カルボニル化合物、エポキシドをはじめとするオキシラン化合物、および環状オレフィンが用いられる。
また、用いる原料により、その重合法も異なる。

## 合成法
ラクトンおよびラクタムは主にアニオン重合により合成される。すなわち、金属アルコキシドのような塩基を触媒として用いることでラクトン、ラクタムからポリエステル、ポリアミドが合成できる。
エチレンオキシドはアニオン重合により重合体を得ることもできるが、オキシラン化合物の主な重合法はカチオン重合である。ルイス酸を触媒として用い、エチレンオキシドからはポリエチレングリコールが生成する。
環状オレフィンの重合法としては開環メタセシス重合 (ring opening metathesis polymerization, ROMP) がもっともよく用いられる。ノルボルネンをモノマーとして用いたポリノルボルネンは形状記憶樹脂となることが知られている。